# 아센가
아센 왕가(불가리아어: Асеневци)는 1185년부터 1256년까지 제 2차 불가리아 제국을 통치한 왕조이다.
아센 왕조는 아센과 페터르의 난을 통해 불가리아를 비잔티움 제국의 지배로부터 해방시켰다. 아센 왕조의 칼로얀은 자신을 "불가리아인과 왈라키아인의 황제"라 칭했고, 이반 아센 2세는 "불가리아인과 그리스인의 황제"라는 칭호를 사용했다. 13세기에서 14세기에 아센 왕조의 몇몇 인물들은 비잔티움 제국에 귀순하였다. 그들의 이름은 현대 그리스에서도 인명으로 사용되기도 한다. 시슈만 왕가의 모계 혈통은 아센 왕가와 연관된다.

## 기원

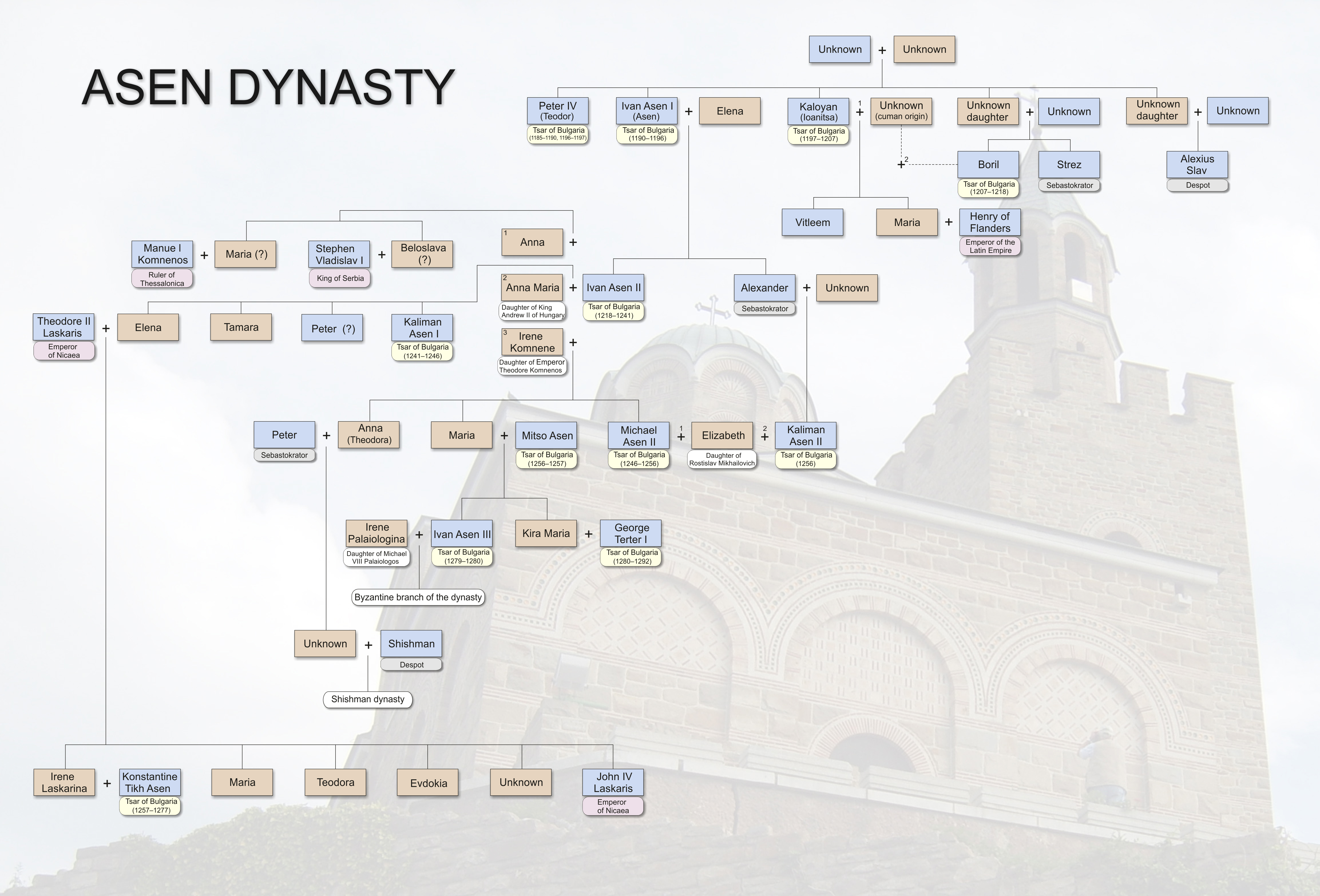
아센 왕가의 계보도.

왕가의 기원, 특히 페터르 4세, 이반 아센 1세, 칼로얀 3형제와 관련된 민족적 배경은 역사가들 사이에서 논쟁이 되고 있다. 그들의 기원에 대해서는 3가지 주요 학설이 존재한다.
1. 불가리아인 기원. 불가리아 역사가들의 일반적인 관점이며 당대 불가리아 제국 내에서의 자료에서는 지배적으로 '불가리아'란 호칭을 사용하는 것과 차르 칼로얀이 제 1차 불가리아 제국의 후예라고 주장한 것을 근거로 삼는다.
2. 왈라키아인 기원. 몇몇 연대기에서의 언급을 근거로 삼는 역사가들이 주장한다.
3. 쿠만인 기원. 아센이나 벨군(이반 아센 1세의 별명) 등의 왕조 내의 몇몇 이름들은 쿠만족 언어에서 유래되었다.

그들의 행정 문서나 편지에서, 3형제는 자신들을 제 1차 불가리아 제국의 차르 시메온 1세, 페터르 1세, 사무일의 후손이자 계승자로 보았고, 제 1차 불가리아 제국과 연결되는 국가를 세웠다고 보았다. 하지만 이는 정권의 정당성을 얻기 위해 주장한 것일 수도 있다.
왕가의 이름은 창건자인 이반 아센 1세의 이름에서 유래된 것으로. 이는 튀르크계의 쿠만어의 "편안한, 안전한" 등의 뜻을 지닌 "esen"에서 유래되었다. 또한 그의 별명 벨군은 "현명한"을 일컫는 튀르크어 "bilgün"에서 유래되었다. 이를 뒷받침해주는 근거는 아토스산의 대 라브라 수도원에서 발견된 12세기 후반의 문서에서 발견할 수 있는데, 여기서는 쿠만족과 관련된 수도원의 문제를 언급하면서 쿠만족 중 한명으로 "아센"이라는 이름을 언급하고 있다.

## 아센 왕조의 통치자들
| 페터르 4세 (토도르)          | 1185 - 1197 |
| 이반 아센 1세 (아센)         | 1189 - 1196 |
| 칼로얀 (요안니차)            | 1197 - 1207 |
| 보릴                         | 1207 - 1218 |
| 이반 아센 2세                | 1218 - 1241 |
| 칼리만 아센 1세              | 1241 - 1246 |
| 미하일 아센 1세              | 1246 - 1256 |
| 칼리만 아센 2세              | 1256        |
| 미초 아센                    | 1256 - 1257 |
| 콘스탄틴 1세 (콘스탄틴 티흐) | 1257 - 1277 |
| 미하일 아센 2세              | 1277 - 1279 |
| 이반 아센 3세                | 1279 - 1280 |

## 같이 보기
- 불가리아의 역사
- 불가리아의 군주